# Femmes du Bauhaus
Le Bauhaus est une institution académique progressiste, qui promeut l'égalité entre les femmes et les hommes. Créée en 1919, elle est la première école d'art moderne ouverte aux femmes, en Allemagne. Depuis 2019, année du centenaire de l'école, l'apport et la participation des artistes femmes au mouvement du Bauhaus font l'objet de recherches académiques, d'ouvrages critiques et de rétrospectives à l'échelle internationale.

## École du Bauhaus et égalité de genre
L'école située à Weimar ouvre en avril 1919. Lors du premier semestre, les femmes représentent la moitié des élèves. Lors du semestre d’hiver 1919‑1920, l'école reçoit 84 femmes et 79 hommes. En raison de l'afflux d'étudiantes, Walter Gropius, directeur de l'école, modifie les règles d'admission. Seules les personnes aux talents extraordinaires sont acceptées à l'école. Il souhaite que le nombre de femmes ne dépassent pas le tiers dans chaque atelier. Les années suivantes, le nombre d'étudiantes diminue drastiquement. En 1922-1923, elles sont 52 pour 95 hommes ; en 1924‑1925, elles sont 34 pour 68 hommes ; en 1932-1933, elles sont 25 pour 90 hommes.
Le programme de cinq ans commence par une introduction technique aux arts à travers une étude des matériaux, de la théorie des couleurs et des relations formelles destinées à préparer les élèves à leurs études ultérieures dans des programmes spécialisés.
Les matières considérées comme les plus nobles (architecture, peinture et sculpture) ne sont pas accessibles aux étudiantes. Celles-ci sont cantonnées aux domaines considérés appropriés aux femmes : tissage, dessin, design d'intérieur, céramique, typographie,.
La plupart des étudiantes choisissent le tissage. L’école ne délivre pas de certificats d’apprentissage en tissage. Il est donc impossible pour les femmes d’enregistrer leur métier auprès de la Chambre des métiers. Cela les empêche d’obtenir le diplôme de maîtrise et limite les opportunités professionnelles,.
Cependant, à mesure que le Bauhaus progresse, les étudiantes sont encouragées à se spécialiser dans d’autres programmes. Ce changement est facilité par l'artiste hongrois radical, László Moholy-Nagy, qui est membre de l'administration du Bauhaus en 1923. Marianne Brandt, soutenue par László Moholy-Nagy, s'inscrit à l'atelier métal.
Les réalisations des étudiantes sont non-attribuées. L'école du Bauhaus achète les œuvres pour les vendre sous le sigle Bauhaus. Les noms des artistes femmes sont ignorés et oubliés,.
Les femmes consacrent davantage de temps à la cantine et au potager de l'école que les hommes.
L'administration de l'école reste figée dans une vision patriarcale de la société et de l'art où les étudiantes n'ont pas leur place. Gertrud Arndt aspire à étudier l'architecture ; l'administration affirme qu'il n'y a pas de cours d'architecture disponibles pour elle et elle est réorientée vers un domaine plus domestique : le tissage. En 1928, Lotte Stam‑Beese réussit à s'inscrire dans l’atelier architecture.
L'école tente de réorienter Benita Koch-Otte vers des matières plus domestiques. Elle est encouragée à abandonner certains de ses cours afin de passer plus de temps à jardiner. Elle persévère et devient une figure influente dans le design textile et l'enseignement artistique.
Si l'école est accessible aux femmes, le corps enseignant reste très masculin. Six des quarante-cinq membres du corps enseignant sont des femmes à Weimar. Gunta Stölzl, Anni Albers, Otti Berger, Marianne Brandt, Karla Grosch et Lili Reich ont travaillé au Bauhaus. En 1926, Gunta Stölzl dirige l'atelier de  tissage ; son contrat est précaire et elle gagne moins que les autres maîtres.
En 2019, pour son centenaire, l'histoire du Bauhaus est étudiée sous l'angle du genre. L'apport des créatrices au mouvement est réévalué.

## Créatrices remarquables du Bauhaus
Anni Albers est née à Berlin le 12 juin 1899. Elle grandit dans une famille aisée et s'intéresse aux arts visuels dès son plus jeune âge. Elle étudie auprès de l'artiste impressionniste Martin Brandenburg. Malgré les opinions traditionnelles de sa famille, elle quitte la vie domestique pour poursuivre une carrière dans l'art,. Elle fréquente le Bauhaus en 1922, où elle se spécialise dans le tissage. Au cours de sa carrière, elle réussit à fusionner l'artisanat textile avec la production industrielle et le design moderniste abstrait. Elle décède le 9 mai 1994.
Lis Beyer est née en 1906. En 1928, alors qu'elle est au Bauhaus, elle conçoit une robe dans des tons bleus. Elle est décédée en 1973,.

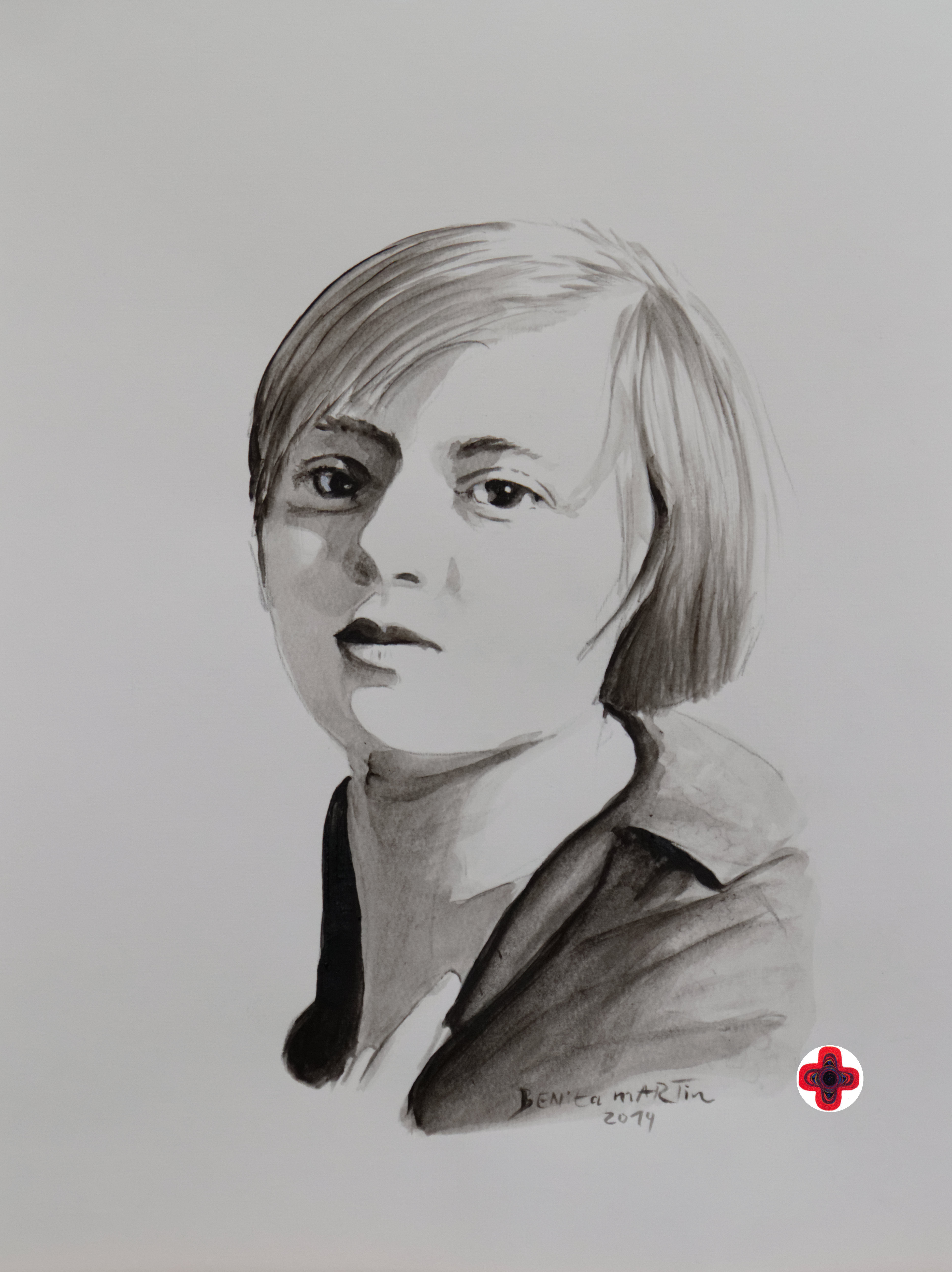
Portrait de Marianne Brandt

Marianne Brandt est née à Chemnitz, le 1er octobre 1893. Elle suit une première formation de peintre, puis elle est admise à l'atelier de métallurgie du Bauhaus. Elle étudie auprès de László Moholy-Nagy. Elle est nommée assistante d'atelier. En 1928, elle prend la succession de Moholy-Nagy et dirige l'atelier. Ses créations industrielles sont reconnues comme des expressions emblématiques de l'esthétique du Bauhaus. Elle décède le 18 juin 1983.
Katt Both est photographe, designer de meubles et architecte allemande. Elle étudie le design de meubles au Bauhaus de 1924 à 1928, sous la direction de László Moholy-Nagy.
Alma Siedhoff-Buscher est née le 4 janvier 1899. Elle fréquente le Bauhaus de 1922 à 1925, où elle étudie la théorie des couleurs auprès de Josef Hartwig et Paul Klee. Elle est dirigée vers l'atelier de  tissage. En 1923, elle demande à Walter Gropius de rejoindre l'atelier de sculpture sur bois. Elle conçoit des jouets. Parmi ses œuvres les plus réussies, on trouve une ligne de poupées. Elle est morte le 25 septembre 1944 dans un bombardement près de Francfort.
Friedl Dicker est née à Vienne le 30 juillet 1898. Elle fréquente le Bauhaus de 1919 à 1923, où elle participe aux ateliers de design textile, de gravure, de reliure et de typographie. Elle excelle dans les domaines de la peinture, la joaillerie et la création de costumes et la décoration intérieure. Elle décède le 9 octobre 1944 au camp de concentration d'Auschwitz.
Ilse Fehling est née le 25 avril 1896. Elle fréquente le Bauhaus en 1920, où elle étudie dans les ateliers de sculpture, peinture et théâtre. Elle est la seule femme sculptrice de l'école. Elle n'est pas diplômée du Bauhaus. Elle est célèbre pour ses créations de scène et de costumes pour le théâtre et le cinéma. Elle développe le concept d'une scène circulaire, qui est brevetée en 1922. Elle décède le 25 février 1982.
Marguerite Friedlaender-Wildenhain est née le 11 octobre 1896. Elle est la première femme allemande maître potier à réussir son examen d'apprentissage. Elle établit un atelier prospère à Amsterdam avant de partir pour les États-Unis dans les années 1940. Elle poursuit sa carrière en Californie. Elle décède le 24 février 1985.
Gertrud Grunow est née le 8 juillet 1870. Elle développe des théories sur la relation entre le son, la couleur et le mouvement. Elle enseigne au Bauhaus de 1919 à 1923, où elle donne des cours de danse, de musique et d'« harmonisation pratique ».. Elle est employée comme professeure assistante, puis comme maître d'atelier. Elle est la seule femme qui accède à la maîtrise de l'école. Elle décède le 11 juin 1944.
Dörte Helm est née le 3 décembre 1898 à Berlin. Elle étudie à la Kunsthochschule de Cassel, puis à l'école d'art grand-ducale de Saxe, à Weimar. En 1919, elle fréquente le Bauhaus, où elle est élève dans l'atelier de peinture murale et textile. En 1922, elle réussit l'examen de compagnon peintre décorateur devant la Chambre des métiers de Weimar. De 1922 à 1923, elle travaille dans l'atelier de tissage et en 1923 dans la commission d'exposition pour l'exposition du Bauhaus, à laquelle elle contribue par un paravent textile en quatre parties et une tenture murale géométrique. Elle travaille à partir de 1924 à Rostock et depuis 1932 à Hambourg. À partir de 1933, la loi sur la Chambre de la culture du Reich lui interdit de travailler en raison de son statut de « demi-juive ». Elle continue néanmoins son travail littéraire sous un pseudonyme. Elle décède le 24 février 1941 à Hambourg.
Florence Henri est née le 28 juin 1893 à New York. Au début, elle fréquente le Bauhaus, où elle étudie dans l'atelier de peinture. Elle s'inscrit à un cours de photographie d'été enseigné par Moholy-Nagy. En 1928, elle cesse de peindre et quitte l’école. Elle créé son studio de photographie à Paris. Elle se concentre sur la photographie d'avant-garde. Elle  décède le 24 juillet 1982.
Grete Heymann-Loebenstein est née le 10 août 1899. Elle est céramiste quand elle entre à l'école du Bauhaus. En 1923, elle fonde les Ateliers Hael de céramique d'art, qu'elle est contrainte de fermer et vendre en 1933. Elle s'installe en Angleterre, où elle produit des céramiques et des peintures, qui sont saluées dans le Londres d'après-guerre. Elle décède le 11 novembre 1990.
Kitty van der Mijll Dekker est née le 22 février 1908. Elle est une artiste textile néerlandaise. Elle étudie au Bauhaus de 1929 à 1932. Son projet de torchon de 1935 est toujours en cours de production pour le Musée du textile de Tilburg. Elle décède le 6 décembre 2004,.
Lucia Moholy est née le 18 janvier 1894 à Prague. Elle fréquente le Bauhaus, où elle suit une formation de photographe. Elle réalise de nombreuses images qui documentent l'histoire du Bauhaus. Elle épouse László Moholy-Nagy, en janvier 1921. Au cours de sa carrière, elle et son mari expérimentent différents procédés en chambre noire, comme le photogramme. En 1933, elle quitte précipitamment l'Allemagne nazie. Elle laisse l'ensemble de ses œuvres à Berlin, y compris les négatifs de ses photographies du Bauhaus,. Elle confie sa collection de négatifs sur plaques de verre à László Moholy-Nagy, qui la dépose chez Walter Gropius, avant de fuir aux États-Unis. Walter Gropius utilise ses œuvres sans la citer. Lucia Moholy décède le 17 mai 1989.
Lilly Reich est née le 16 juin 1885 à Berlin. Elle n'est pas élève de l'école. Elle est proche collaboratrice de Mies van der Rohe pendant de douze ans. Elle se lance dans le design de mode et industriel. Elle travaille avec Mies van der Rohe pour l'exposition de la Deutscher Werkbund à Berlin et le pavillon allemand lors de l'Exposition internationale de Barcelone de 1929. En 1932, elle est invitée à enseigner au Bauhaus et à diriger l'atelier de design d'intérieure et de textile à Dessau et Berlin. Le Bauhaus ferme en 1933. À la fin de la guerre, elle enseigne l'architecture d'intérieur et la théorie du bâtiment à l'Université de Berlin.  Elle décède le 14 décembre 1947.

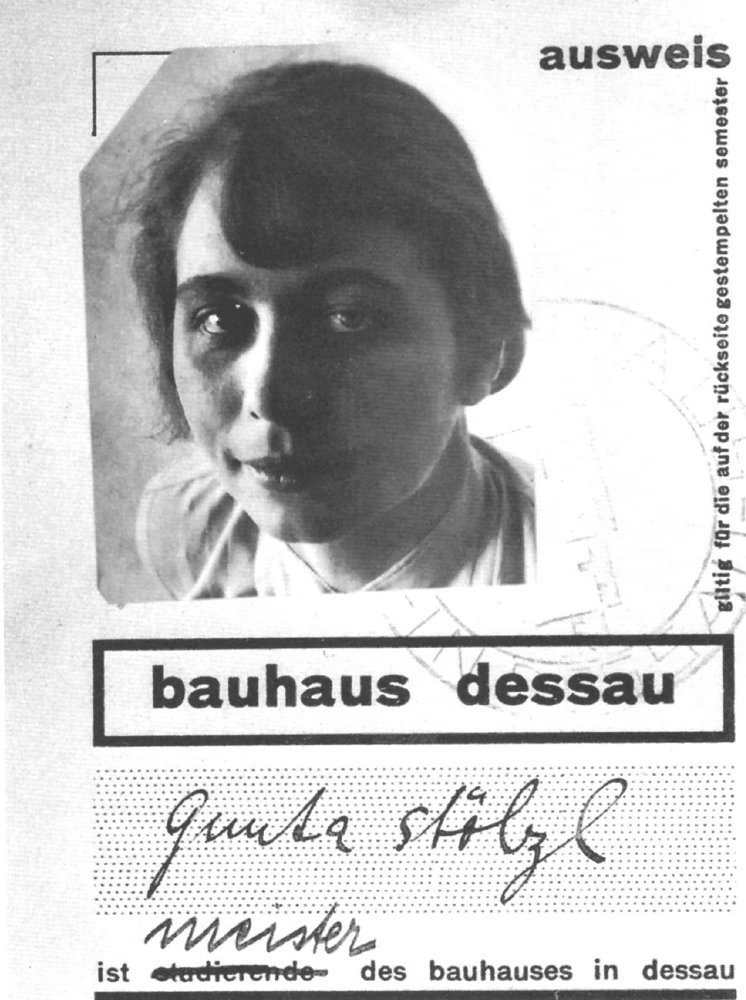
Gunta Stölzl

Lou Scheper est née le 15 mai 1901. Elle  fréquente le Bauhaus de 1920 à 1922. Elle étudie la peinture murale. Elle mène une carrière de peintre, illustratrice de livres pour enfants et designer architectural. Elle  travaille également dans les domaines de la conception théâtrale, de l'illustration et de la théorie des couleurs. Elle décède le 11 avril 1976 à Berlin.
Grete Stern est née le 9 mai 1904. Elle fréquente le Bauhaus de 1930 à 1933, où elle étudie, puis enseigne, la photographie. Plus tard dans sa carrière, elle établit un cabinet de photographie avec sa collègue photographe du Bauhaus, Ellen Rosenberg. En raison de la montée du nazisme, elle émigre en Argentine, où elle décède le 24 décembre 1999.
Gunta Stölzl est née le 5 mars 1897. Elle fréquente le Bauhaus, où elle étudie le tissage et les textiles. En 1926, elle dirige l'atelier de tissage. Elle est la première femme au Bauhaus à diriger un département et la seule femme maîtresse de l'école. Elle joue un rôle crucial dans le développement de l'atelier de tissage de l'école. Elle se concentre sur la conception et le tissage de textiles abstraits à usage commercial et industriel,.

## Galerie

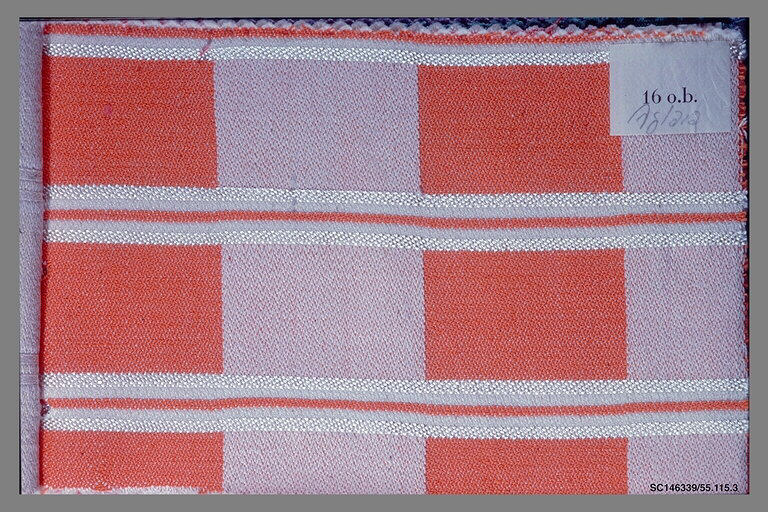
Textile par Otti Berger
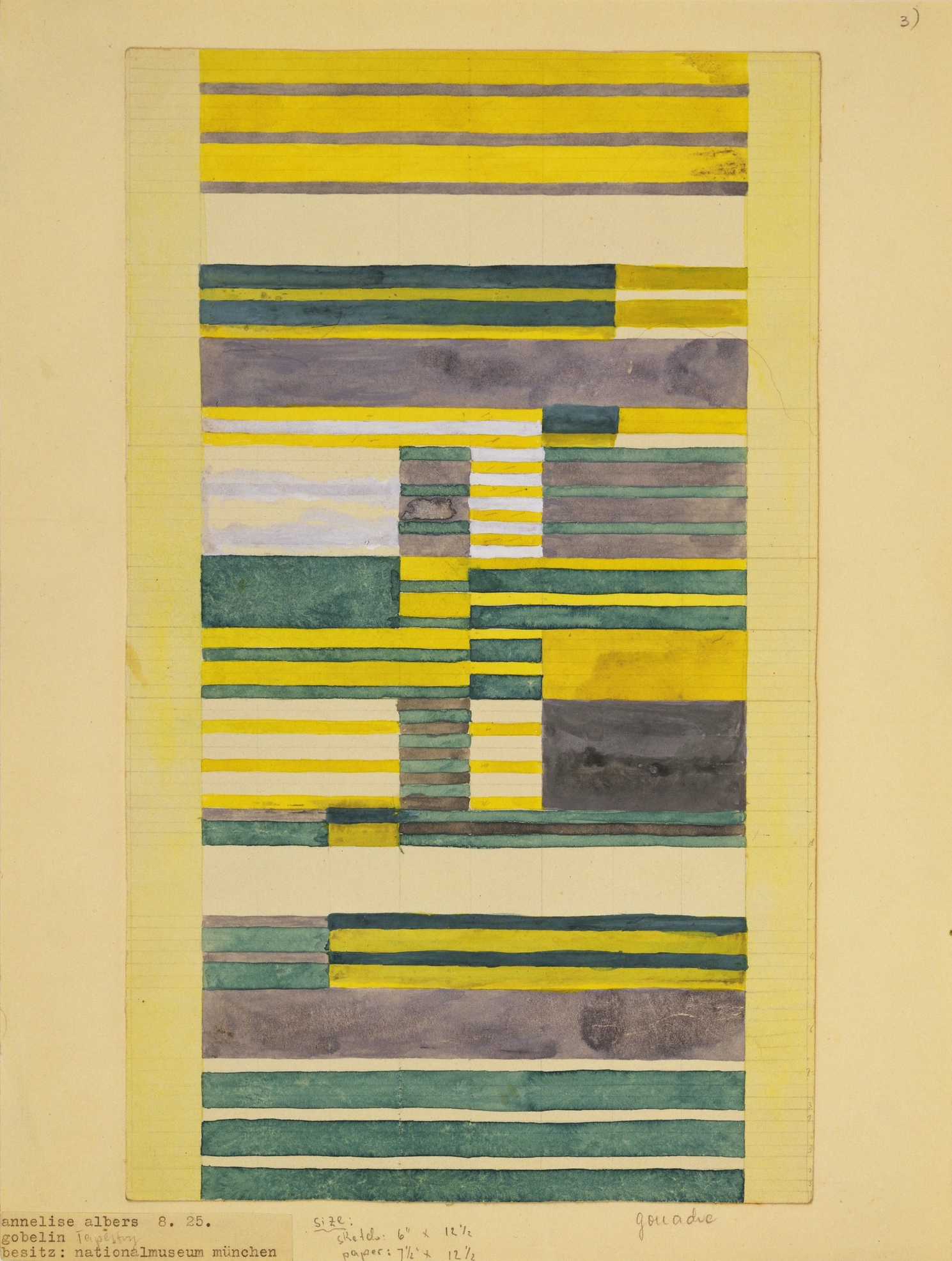
Projet de tenture murale par Anni Albers, 1925
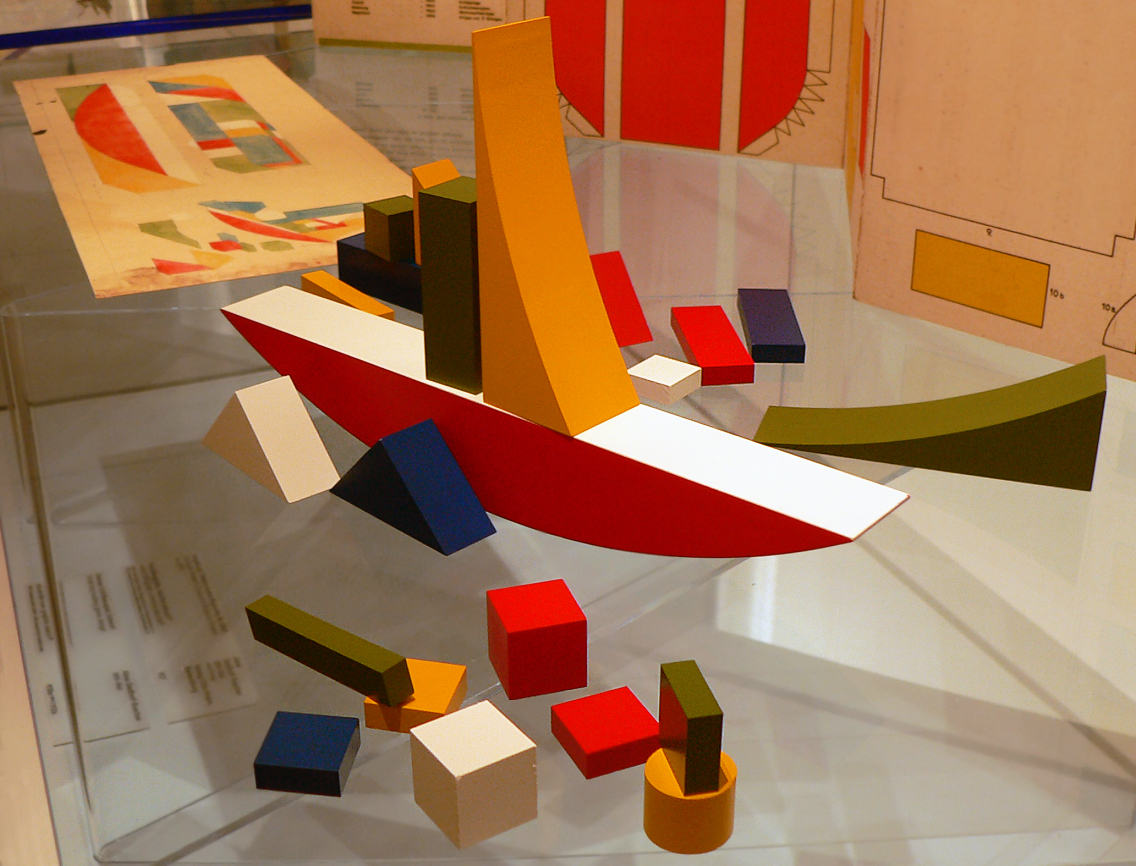
Jeu de construction navale par Alma Siedhoff-Buscher
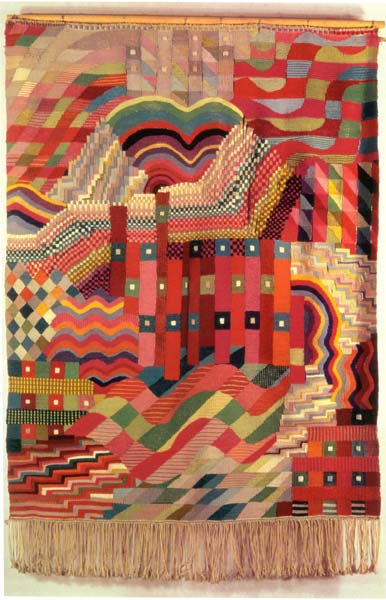
Tapisserie de Gunta Stölzl
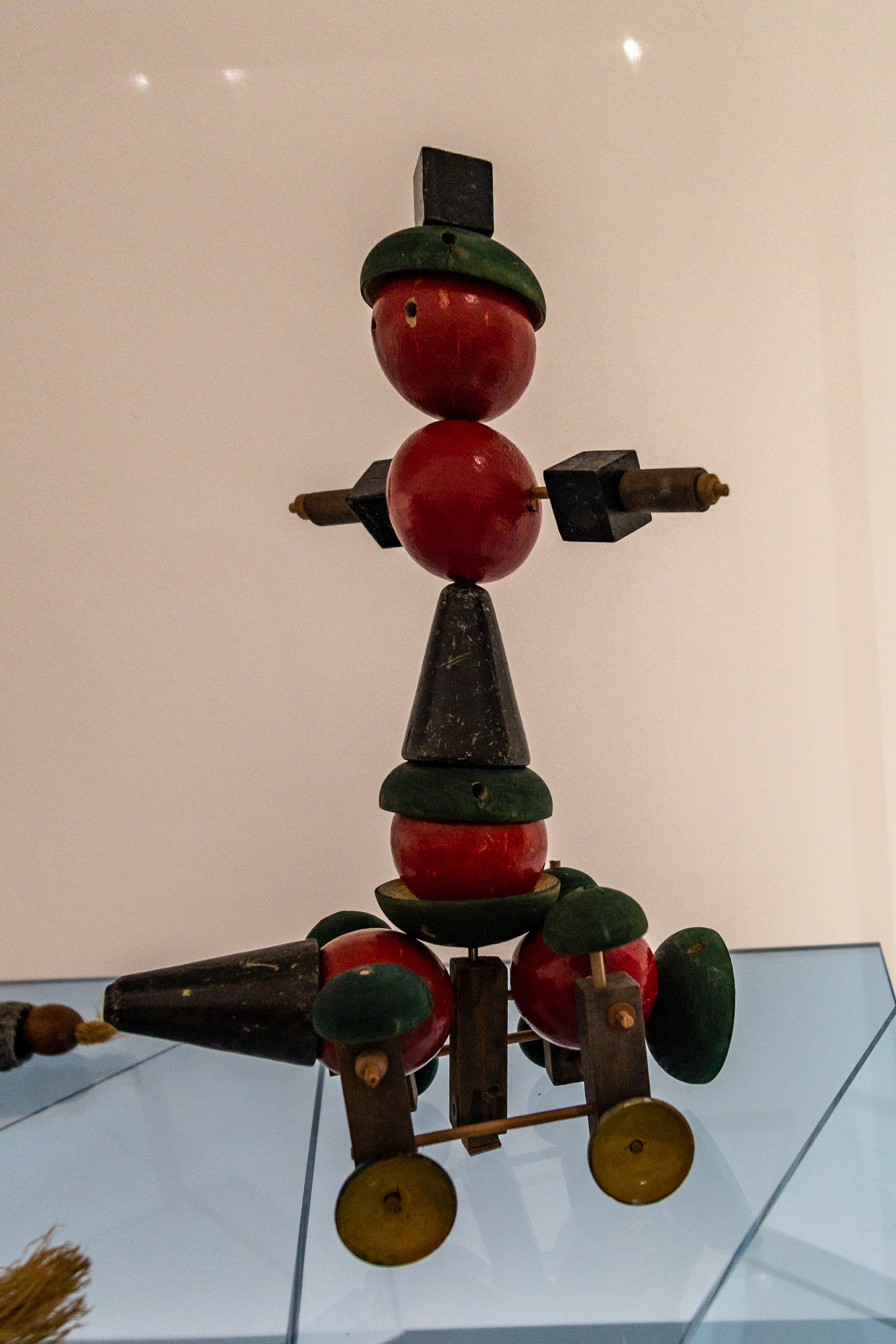
Jeu de balle d'Alma Siedhoff-Buscher
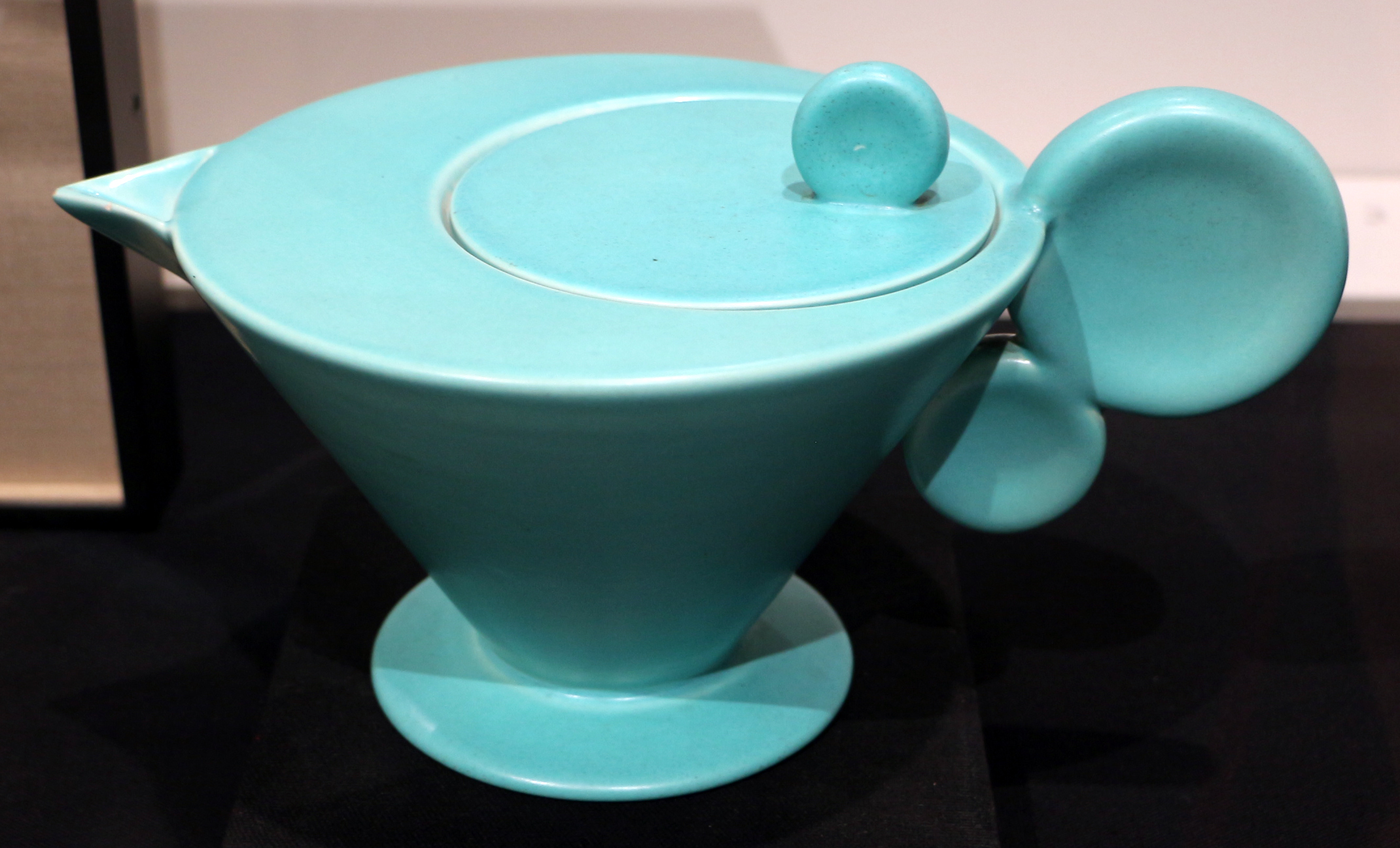
Théière de Margarete Heymann, vers 1930

## Expositions
- Ideal Standard. Spekulationen über ein Bauhaus heute, Musée Zeppelin, Friedrichshafen, 2018[22]
- Vier Bauhausmädels, Kunstmuseen Erfurt, 2019[23]
- Anni Albers, rétrospective, Tate Modern, Londres, 2018[24]